# Nicola Mohler
Nicola Mohler (* 4. Juni 1987 in Basel) ist ein Schweizer Tischtennisspieler.

## Leben
Nicola (Nico) Mohler  wurde 1987 geboren und lebt in Oberwil BL. Zurzeit spielt er beim französischen Verein TT Saint Louis. Seine bisherigen Stationen waren der ESV Weil am Rhein, TTC Rio-Star Muttenz, TTC Wehr, BTK Köping und der TTC Lörrach. In Deutschland spielte er in der Saison 2004/05 – von BTK Köping kommend – beim TTC Wehr in einer Klasse unterhalb der Oberliga. 2008 wechselte er von TTC Rio-Star Muttenz zu Regionalligisten ESV Weil am Rhein.
Von 2009 bis 2012 wurde er viermal in Folge Schweizer Meister im Einzel. Er spielt auch sehr erfolgreich im Doppel und Mixed. In der Weltrangliste steht die Schweizer Nummer zwei zurzeit auf Platz 378. (Stand 3. Januar 2014)
Seit 2007 (bis 2014) nahm er an sieben Weltmeisterschaften teil, kam dabei jedoch nie in die Nähe von Medaillenrängen. 2016 beendete er seine internationale Karriere, um sich auf sein Studium der Rechtswissenschaften zu konzentrieren.

## Erfolge
- 2017 Schweizer Vizemeister Einzel
- 2015 Schweizer Meister Doppel mit Lionel Weber, Schweizer Meister Mixed mit Rachel Moret
- 2014 Schweizer Meister Doppel mit Lionel Weber, Schweizer Meister Mixed mit Rachel Moret
- 2013 Schweizer Meister Mixed mit Rachel Moret
- 2012 Schweizer Meister Einzel, Schweizer Meister Mixed mit Rachel Moret
- 2011 Schweizer Meister Einzel, Schweizer Meister Doppel mit Christian Hotz, Schweizer Meister Mixed mit Rachel Moret
- 2010 Schweizer Meister Einzel
- 2009 Schweizer Meister Einzel, Schweizer Meister Doppel mit Christian Hotz
- 2008 Schweizer Meister Mannschaft mit Muttenz
- 2007 Schweizer Meister Doppel mit Christian Hotz, Schweizer Meister Mannschaft mit Muttenz

## Turnierergebnisse
| Verband | Veranstaltung     | Jahr | Ort       | Land | Einzel    | Doppel    | Mixed      | Team |
| ------- | ----------------- | ---- | --------- | ---- | --------- | --------- | ---------- | ---- |
| SUI     | Weltmeisterschaft | 2014 | Tokyo     | JAP  |           |           |            | 53   |
| SUI     | Pro Tour          | 2012 | Antwerpen | BEL  | letzte 32 |           |            |      |
| SUI     | Weltmeisterschaft | 2013 | Paris     | FRA  | Qual.     | Qual.     | letzte 64  |      |
| SUI     | Weltmeisterschaft | 2012 | Dortmund  | GER  |           |           |            | 52   |
| SUI     | Weltmeisterschaft | 2011 | Rotterdam | NED  | Qual.     |           | letzte 128 |      |
| SUI     | Weltmeisterschaft | 2010 | Moskau    | RUS  |           |           |            | 63   |
| SUI     | Weltmeisterschaft | 2009 | Yokohama  | JPN  | Qual      |           |            |      |
| SUI     | Weltmeisterschaft | 2007 | Zagreb    | HRV  | Qual      | Scratched | Qual       |      |